# Okružná (district de Prešov)
Okružná est un village de Slovaquie situé dans la région de Prešov.

## Histoire
Première mention écrite du village en 1359.

## Démographie

### Évolution de la population
| Année:               | 1994. | 2004.    | 2014.   | 2024.    |
| -------------------- | ----- | -------- | ------- | -------- |
| Nombre de personnes: | 390   | 443      | 479     | 541      |
| Différence:          |       | +13,58 % | +8,12 % | +12,94 % |

| Année:               | 2023. | 2024.   |
| -------------------- | ----- | ------- |
| Nombre de personnes: | 530   | 541     |
| Différence:          |       | +2,07 % |